# Johan Hugo von Lente
Johan Hugo von Lente (født 1640 i Bremerförde,død 16. januar 1719 på Fresenburg) var en dansk diplomat og kansler, bror til Christian von Lente.

## Karriere
Han var søn af Theodor Lente, besøgte til 1658 skolen i Lüneburg, hvorfra han dimitteredes til universitetet i Helmstedt, og tiltrådte 1662 sammen med broderen Frederik Lente (født 1639, død 1677 som regeringsråd i Glückstadt) sin udenlandsrejse til Frankrig, Italien og Nederlandene. 1664 vendte han tilbage til Danmark og udnævntes i 1666 til kammersekretær hos den nygifte kurprinsesse Anna Sophie af Sachsen, hvis brevveksling med faderen, kong Frederik III, han en tid lang førte. 1673 blev han råd og resident i Lübeck, 1676 i Regensburg, 1679 i Frankfurt am Main samt var 1682-84 gesandt hos de rhinske kurfyrster, særlig i Köln. I foråret 1685 sendtes han, udnævnt til kongelig vicekansler på Gottorp Slot, som overordentlig gesandt til det brandenborgske hof. De to første år af hans ophold i Berlin optoges væsentlig af forhandlingerne med kurfyrsten vedrørende dennes stilling til Hamborg. 1687 forhandlede han med den hollandske gesandt i Berlin om genoptagelsen af handelen på Norge og fornyede den med Holland 1682 afsluttede defensive alliance med Danmark. Nytårsdag 1689 udnævntes han til gesandt i Dresden, opholdt sig ud på sommeren på krigsskuepladsen ved Rhinen og overværede belejringen af Mainz. Efter at have vundet kurfyrsten af Sachsen for Danmarks interesser i Elbtoldsagen vendte han tilbage til Berlin og hjemkaldtes derfra 1691. Hans Haab at blive Mikkel Vibes efterfølger som kronprinsens opdrager gik ikke i opfyldelse, men han udnævntes samme år til vicekansler i Glückstadt. 1695 blev han Hvid Ridder, havde 1691-96 sæde i Kancelliet og blev sidstnævnte år gehejmeråd.
1698 var han medlem af fredskongressen i Pinneberg og udnævntes samme år ved Conrad Biermann von Ehrenschilds død til landdrost sammesteds. Som befuldmægtiget minister var han til stede ved fredsforhandlingerne i Travendal 1700, blev samme år kansler i Hertugdømmerne og amtmand i Segeberg Amt og afsluttede 1701 i Hamborg på dansk side forliget med Gottorp. Lente døde 16. januar 1716.

## Ægteskab
Lente blev gift 26. januar 1674 i Lübeck med Margaretha Bornefeld (døbt 3. december 1657 i Lübeck – 13. januar 1716 på Fresenburg), datter af rådsherre Matthias Bornefeld (1616-1669, gift 1. gang med Elisabeth Wibbeking) og Margaretha Brömbsen (født 1635).
Der findes et portrætmaleri af Lente. Parret er begravet i Lübeck Domkirke, hvor epitafiet er udført 1706-07 af Thomas Quellinus.